# Liste der Baudenkmäler in Klosterlechfeld
Auf dieser Seite sind die Baudenkmäler in der schwäbischen Gemeinde Klosterlechfeld zusammengestellt. Diese Tabelle ist eine Teilliste der Liste der Baudenkmäler in Bayern. Grundlage ist die Bayerische Denkmalliste, die auf Basis des Bayerischen Denkmalschutzgesetzes vom 1. Oktober 1973 erstmals erstellt wurde und seither durch das Bayerische Landesamt für Denkmalpflege geführt wird. Die folgenden Angaben ersetzen nicht die rechtsverbindliche Auskunft der Denkmalschutzbehörde.

## Baudenkmäler
| Lage                                | Objekt                                             | Beschreibung | Akten-Nr.             | Bild                                            |
| ----------------------------------- | -------------------------------------------------- | --- | --------------------- | ----------------------------------------------- |
| Franziskanerplatz (Standort)        | Kalvarienberg                                      | 1853 neu angelegt nach Entwurf von August von Voit; in der Rotunde des Kalvarienbergs die kleinere Rotunde des ursprünglichen Kalvarienbergs von 1719 erhalten. | D-7-72-162-4 Wikidata | weitere Bilder                                  |
| Franziskanerplatz 3 (Standort)      | Hausfigur                                          | Hausfigur, hl. Helena, Mitte 18. Jahrhundert | D-7-72-162-1          | Hausfigur                                       |
| Franziskanerplatz 6, 6 a (Standort) | Ehemaliges Franziskanerkloster, jetzt Pfarrhaus    | zweigeschossige Satteldachbauten um zwei rechteckige Höfe als doppelte Vierflügelanlage mit östlichem Turm mit Oktogon und Zwiebelhaube, von Caspar Feichtmayr, 1667/68, Verbindungsgang zur Kirche bezeichnet mit "1679", 1706 Verlängerung des Süd-, 1738/39 des Nordflügels durch Franz Kleinhans; mit Ausstattung; Klostermauer, 17./18. Jahrhundert           | D-7-72-162-3          | Ehemaliges Franziskanerkloster, jetzt Pfarrhaus |
| Franziskanerplatz 6 (Standort)      | Katholische Pfarr- und Wallfahrtskirche Maria Hilf | Kernbau als Rotunde 1604 geweiht, errichtet von Elias und Esaias Holl, 1656/59 Anbau des Langhauses durch Karl Dietz, 1667/69 Erhöhung der Rotunde (Gnadenkapelle) und Errichtung des Chorumganges und 1690/91 Anbau der Seitenkapellen durch Kaspar Feichtmayr; 1733/35 Neugestaltung der Innenräume, 1757 Aufbau eines Turmes über der Kapelle; mit Ausstattung. | D-7-72-162-2 Wikidata | weitere Bilder                                  |